# الكرمة (العراق)
الكرمة مدينة عراقية تقع غرب العراق في الأنبار، شمال شرقي مدينة الفلوجة. يبلغ عدد سكانها 95 ألف نسمة واقتصادها زراعي خالص، وتبعد عن الفلوجة زهاء 16 الكيلومتر. تبلغ مساحتها 1,000 كيلومتر مربع وتنقسم إلى حضر وريف.

## أحياء مدينة الكرمة
| رقم المحلة | اسم الحي | السكان سنة 2010 |
| 101        | القدس    | 2715            |
| 102        | الوحدة   | 172             |
| 105        | العروبة  | 841             |
| 107        | الصمود   | 3062            |
| 109        | الشهداء  | 1087            |
| 103        | القادسية | 1625            |

## أحداث الحرب
لعبت المدينة دورًا مهماً في ضرب الخطوط الخلفية للقوات الأمريكية أثناء الحصار السابق لمدينة الفلوجة.
فيما بين عام 2005م وعام 2007م اعتبرت الكرمة المدينةَ الأكثر عنفاً في العراق ضد القوات الأمريكية،[بحاجة لمصدر] على خلاف المدن المجاورة كالفلوجة لا يوجد حائط ترابي أو جدار يحيط بالمدينة، مما جعل أفراد الجماعات المسلحة قادرون على التحرك بحرية في وحول الكرمة وكان لجغرافيا الكرمة وكثافة الاشجار جعلت من المدينة ارضا صالحة لشن الهجمات على قوات الاحتلال والعودة دون ان تتمكن قوات الاحتلال من دحر هذه المقاومة، هجمات على القوات الأمريكية كانت تحصل بشكل يومي في هذا المدينة، هجمات بقذائف الهاونِ والسيارات المفخخة وعبوات الناسفة بالإضافة إلى الأشتباكات والهجمات بشكل يومي على الدوريات الأمريكية المشتركة.[بحاجة لمصدر]
أثناء معركة الفلوجة الثانية، أرسل اهالي الكرمة ومساعدات طبية إلى مدينة الفلوجة المحاصرة، في ذلك الشهر قصفت المدفعية الأمريكية مصنع الإسمنت بالمدينة.
- في 7 مايو 2006 نشرت جماعة مجلس شريط يظهر ذبح عدد من الجنود الأمريكان في مدينة الكرمة.[بحاجة لمصدر]
- في 16 ديسمبر 2006 قام مسلح بالهجوم على ثكنة عسكرية بشاحنة محملة بالمتفجرات متسبب في مقتل 49 جندي أمريكي.[بحاجة لمصدر]
- في 7 فبراير 2007، اسقط مسلحون مروحية هليكوبتر من طراز شينوك أمريكية بصاروخ ارض جو الذي يحمل على الكتف في الكرمة مما اسفر عن مقتل 27 جنديا أمريكيا.
[بحاجة لمصدر]
- في 26 يونيو 2008 قتل ثمانية جنود أمريكيين وجرح ستة وعشرين أخرين عندما قام شرطي بتفجير حزام ناسف على تجمع لجنود أمريكيين في الكرمة.[بحاجة لمصدر]

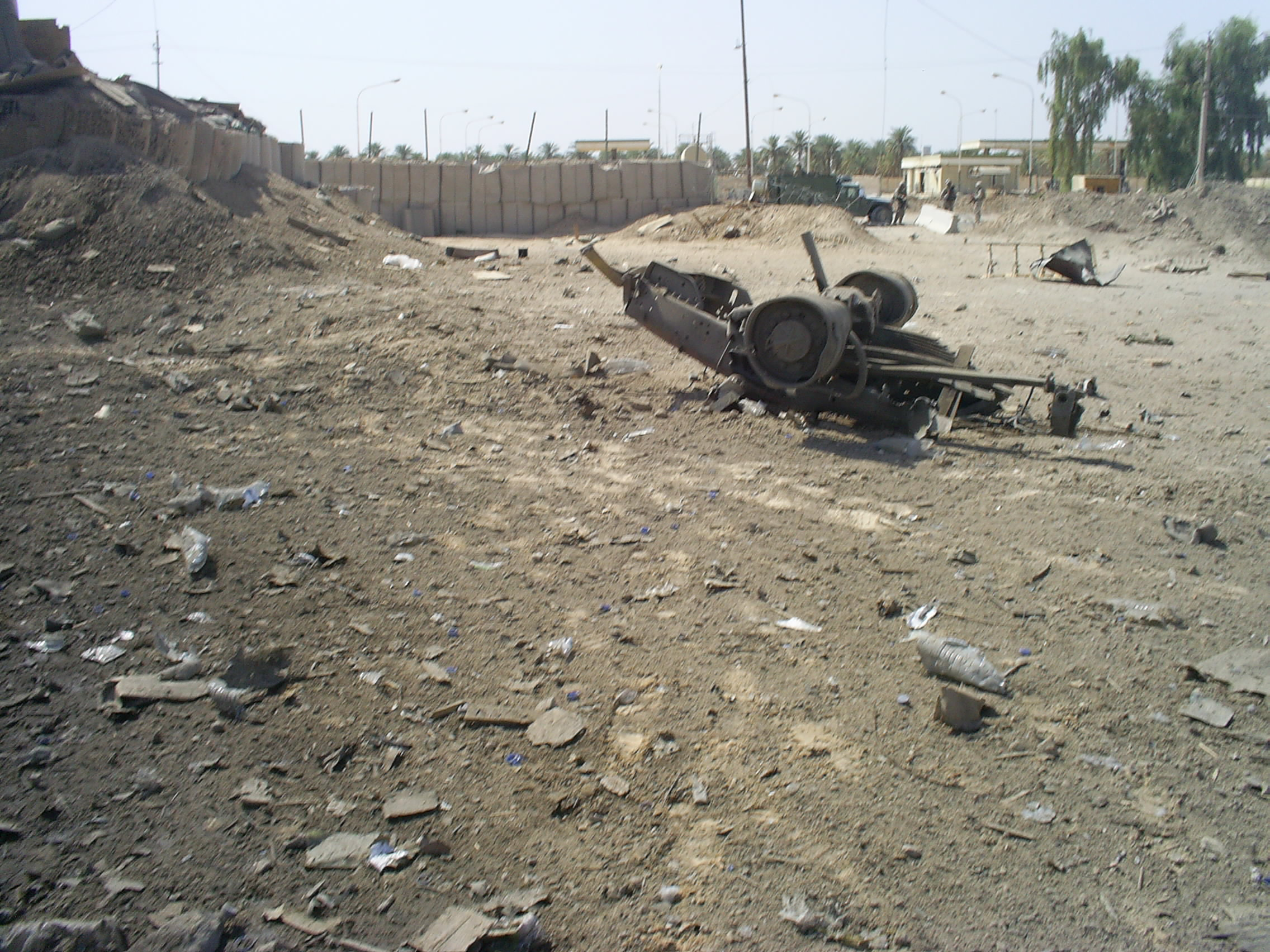
OP 2A بعد هجوم بسيارة مفخخة

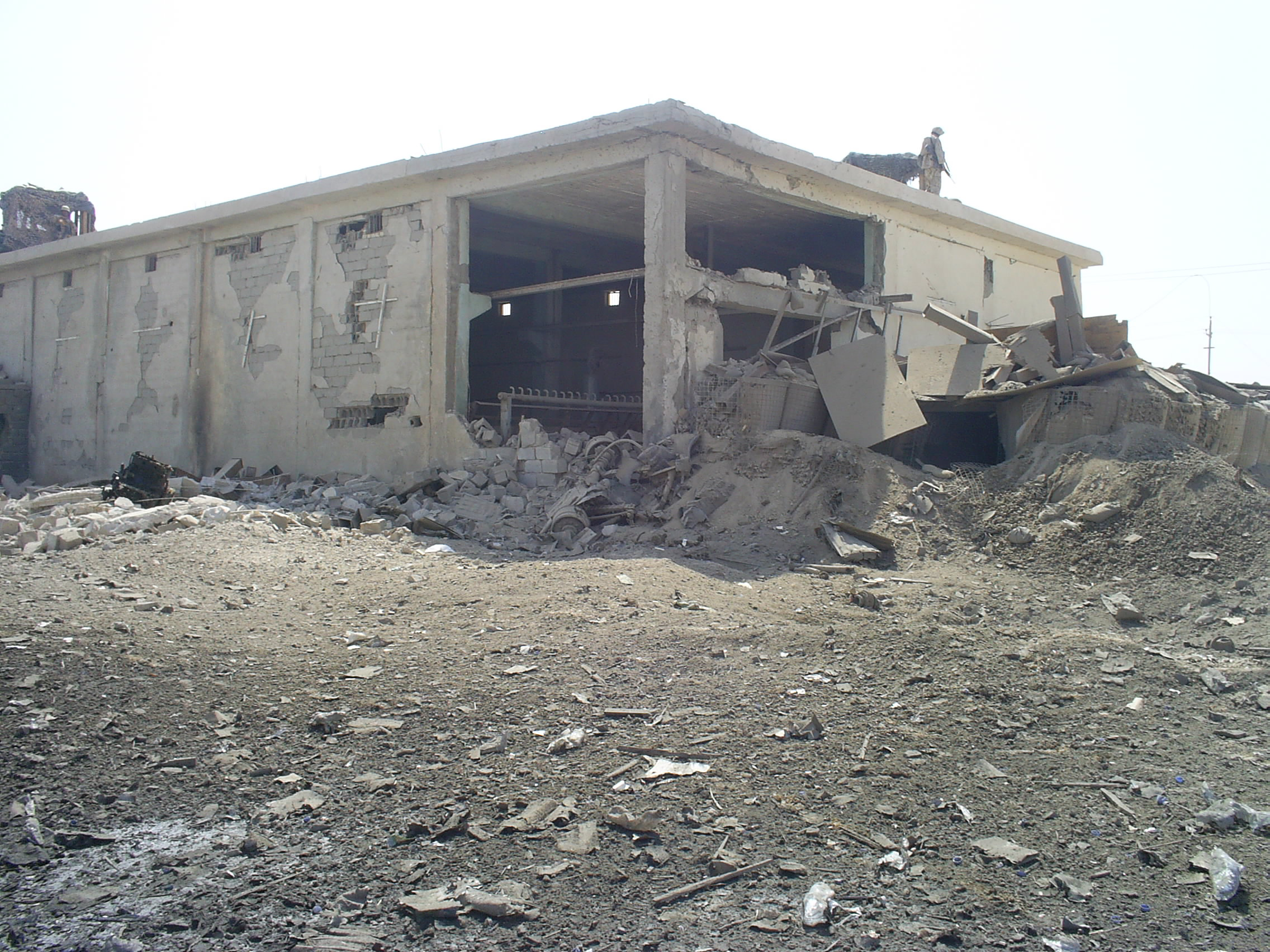
OP 2A بعد هجوم بسيارة مفخخة

وكانت الهجمات على قوات التحالف من الأحداث اليومية في هذه المدينة، مع هجمات بقذائف المورتر الجوي، وكذلك الأسلحة الصغيرة هجمات شبه يومية على دوريات التحالف وقوافل، وعلى FOB (التشغيل القواعد الأمامية) من Donnica كامب OP (الملاحظات آخر) 2، OP 2A وOP 3.[بحاجة لمصدر]
- وتم قصف مصنع اسمنت في المدينة الأسمنت من قبل المدفعية الأميركية التي كانت معقل للمتمردين.[3]

### سقوط الكرمة وتحريرها
في بداية عام 2014 سيطر تنظيم داعش على ناحية الكرمة لمدة عامين وفي 23 مايو 2016 بعد عملية كسر الإرهاب أستعادة القوات الأمنية العراقية السيطرة على ناحية الكرمة.[بحاجة لمصدر]